# أوسكار رومان روزاس
أوسكار رومان روزاس (بالإسبانية: Oscar Román Rosas)‏ هو سياسي مكسيكي، ولد في 14 سبتمبر 1968 في سيوداد ديل كارمن في المكسيك. حزبياً، نشط في الحزب الثوري المؤسساتي. وقد انتخب عضو مجلس الشيوخ من المكسيك وانتخب عضو مجلس النواب المكسيك.